# Basinkomst i Kanada

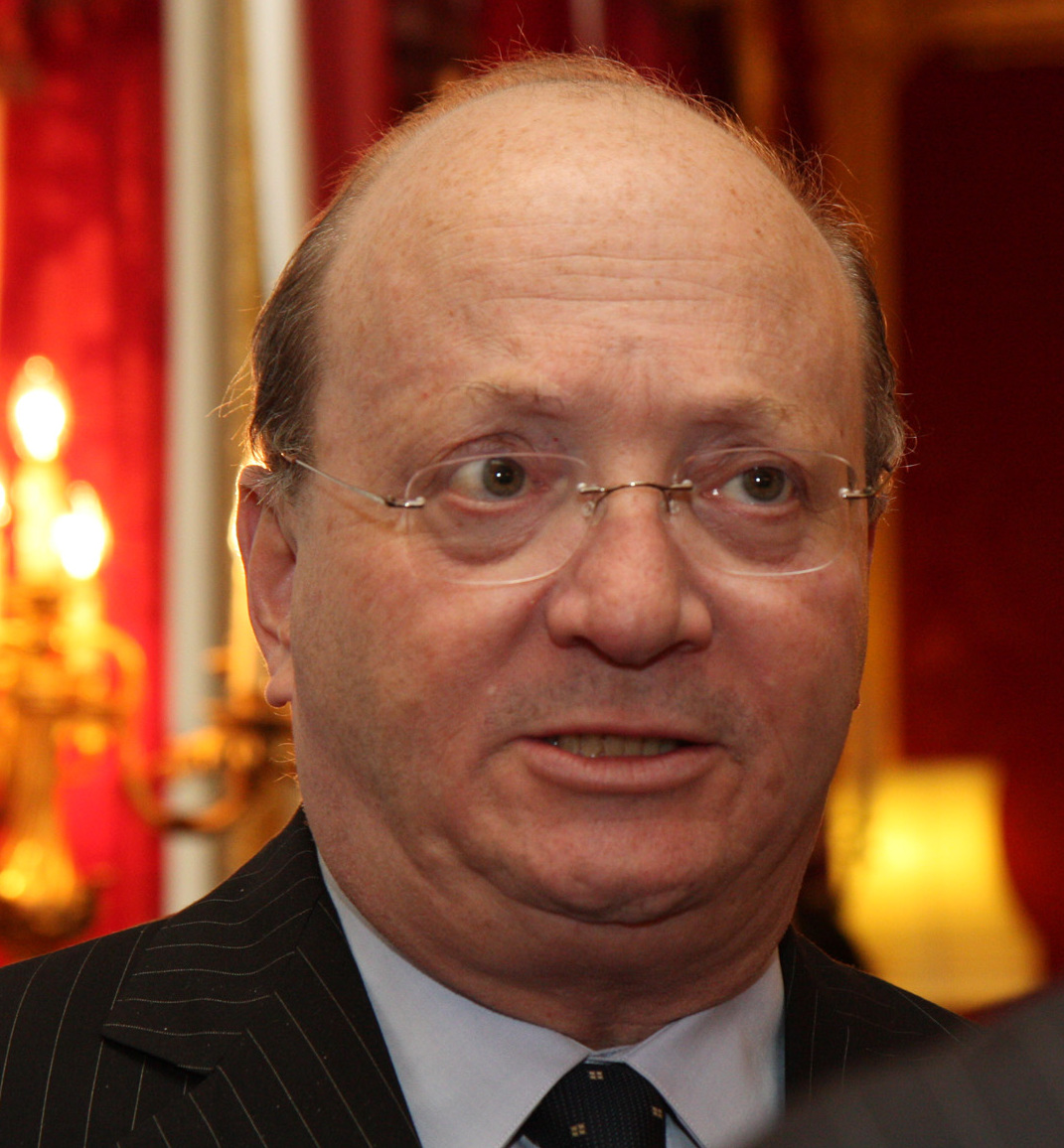
Hugh Segal, konservativ politiker och basinkomstförespråkare. Han var ansvarig för pilotförsöket med basinkomst i Ontario, som enligt planen skulle pågå i tre år, men som avbröts efter endast tre månader.

Basinkomst (i Sverige även kallat "medborgarlön" och på engelska "basic income") har diskuterats i Kanada till och från under 1900-talet. Från 1930-talet och några decennier framåt fanns en Social Credit-rörelse med en ideologi där basinkomst ingick. Under 1970-talet genomfördes ett experiment i Winnipeg och Dauphin, Manitoba. 2015 tog debatten ny fart, bland annat i samband med att Kanadas läkarförbund och Food Bank Charity gick ut med sitt stöd för idén. Samma år gick delstaten Ontario ut med sin avsikt att genomföra ett nytt pilotförsök. Ansvarig för utformningen av detta experiment är Hugh Segal, konservativ politiker och mångårig basinkomstförespråkare. Borgmästaren i Edmonton har även föreslagit att Edmonton och Calgary skall införa basinkomst.. Partier för basinkomst är Green Party of Canada och Québec Solidaire.

## Historik

### 1920-1960

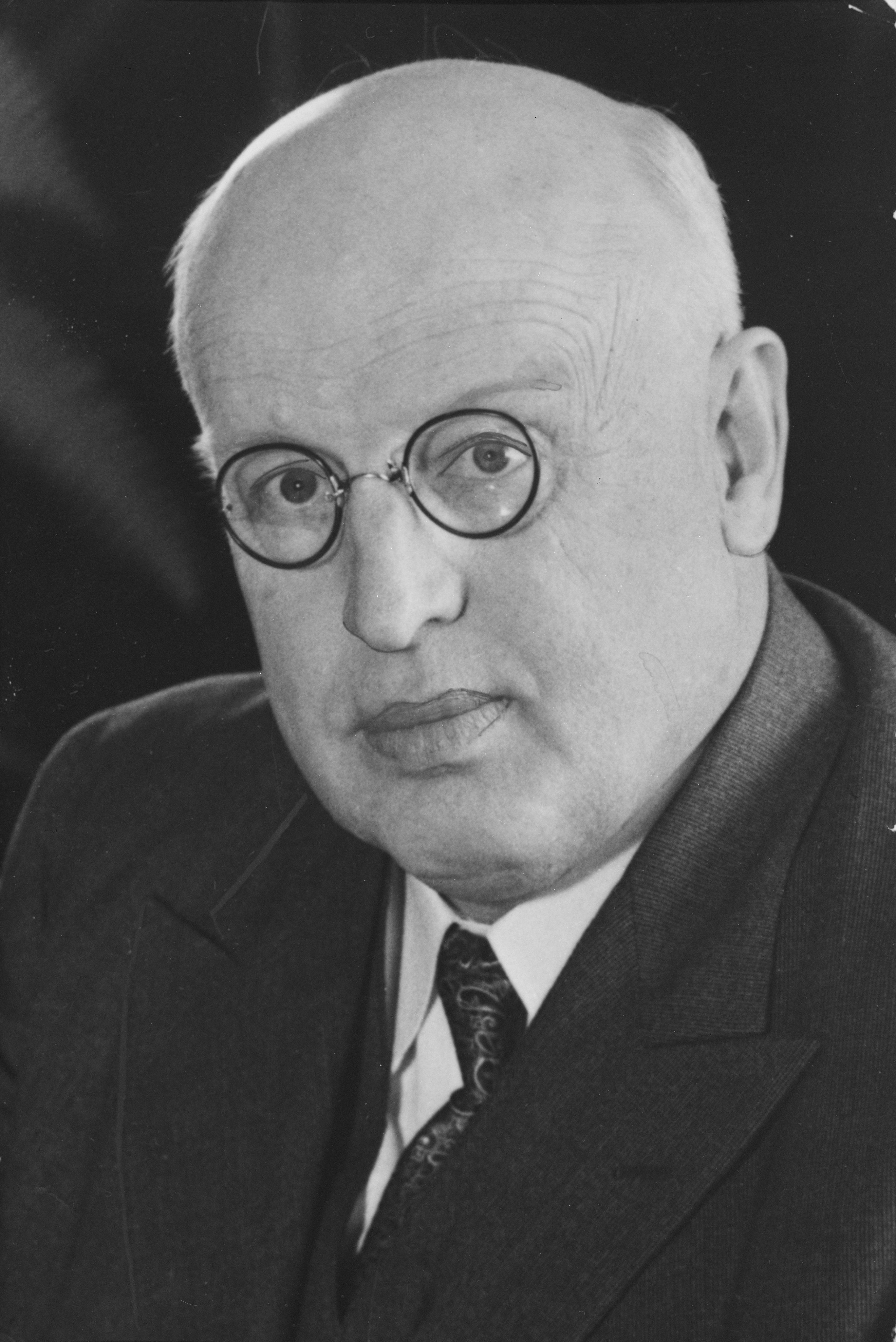
William Aberhart

William Aberhart, dåvarande premiärminister ("premier") i Alberta, sökte redan på 1930-talet införa basinkomst. Han var inspirerad av Major C.H. Douglas Social Credit-teori och motiverade i likhet med Douglas förslaget med att det skulle öka köpkraften, stimulera ekonomin och jämna ut välståndet. Löftet om Social Credit-grundinkomst infriades dock inte, bland annat på grund de hårda ekonomiska tiderna och för att den federala regeringen inte ville släppa på sin kontroll över den monetära politiken.

### 1960-2000
1971 gav Senate Committee on Poverty, under ledning av senator David Croll, ut en rapport i vilken de förordade en statlig "Guaranteed Annual Income" garanterad årlig inkomst). 
Några av rapportens huvudförslag:
1. Att Kanadas regering inför en enhetlig och federal "Guaranteed Annual Income (G.A.I.)" i form av negativ inkomstskatt. 
2. Att programmet ska administreras och finansieras av Kanadas regering.
3. Att grundtryggheten ska designas så att alla Kanadas medborgare ("all Canadians")  som har behov av programmet omfattas. Dock, initialt, omfattas inte bosatta som inte är medborgare, och medborgare under 40 år som inte har barn (dvs ekonomiskt ansvar utöver sig själv). 
4. Att modellen har inbyggda arbetsincitament så att de som (löne)arbetar alltid får högre nettoinkomst än de som inte arbetar. "Bidraget" föreslås att reduceras med 70 procent för varje dollar i löneinkomst. 
5. Att grundtryggheten via den negativa skatten frikopplas från sociala tjänster. De sociala tjänsterna bör provinsregeringarna fortsatt ansvara för. 
Bland annat utifrån detta påbörjades 1974 ett pilotförsök med negativ inkomstskatt, det så kallade MINCOME-experimentet i Dauphin, Manitoba. I pilotprojektet, som varade till 1979, fick ett stort antal individer ovillkorlig grundtrygghet i form av negativ inkomstskatt. Liksom i de amerikanska försöken under samma tidsperiod var ett huvudsyfte med projektet att det skulle ge statistik beträffande förändrade livsmönster, särskilt beträffande lönearbetet.

### 2000-
Evelyn Forgets studie om Mincome-experimentet i Manitoba är ett av senare års större bidrag till debatten. Hon fann bland annat att ungdomarna stannade längre i skolan än tidigare, att sjukhusbesöken sjönk, att skilsmässorna inte sjönk och att graviditeterna inte blev fler - vilket var resultat som pekade i en annan riktning än de tidigaste amerikanska undersökningarna som tvärtom sa att barnafödandet och skilsmässorna ökade. De enda som lönearbetade i mindre utsträckning under projekttiden, konstaterade hon också, var mödrar till småbarn samt tonåringar. Mödrarna arbetade mindre eftersom de ville stanna hemma längre med sina barn och tonåringarna arbetade mindre eftersom de kände mindre press att försörja sina familjer, vilket resulterade i att fler tog ut examen..
På den konservativa sidan kan Hugh Segal, kanadensisk senator känd för uttrycket "One Nation Conservatism",  nämnas. 2012 skrev han en essä om basinkomst där han liknade dagens byråkrati med ett samhälle där sjuksköterskor, istället för att direkt stoppa blödningar skulle börja ställa en massa frågor om inställning, kosthållning och diverse. Han är också ansvarig för utformandet av det pilotprojekt i delstaten Ontario som är beslutat och som väntas startas upp 2017.
I november 2013 gjordes en opinionsundersökning på uppdrag av  Trudeau Foundation vilken fann att 46 procent av kanadensarna stödde basinkomst (istället för ekonomiskt bistånd) och att 42 procent motsatte sig idén.

### Pilotexperiment i Ontario
Under våren 2018 inleddes ett pilotförsök med basinkomst i Ontario. Försöket skulle enligt planen pågå i tre år, men avbröts redan efter tre månader. Huvudarkitekt för pilotförsöket var Hugh Segal.

## Partier
Politiska partier som officiellt är för basinkomst eller negativ skatt är  Kanadas liberala parti i Prince Edward Island, Kanadas gröna parti,, Piratpartiet samt Québec Solidaire